# The Night Riders (1916)
The Night Riders é um curta-metragem norte-americano de 1916, estrelado por Harry Carey.

## Elenco
- Harry Carey
- Olive Carey creditado como Olive Fuller Golden
- Peggy Coudray
- Hoot Gibson
- Neal Hart
- Joe Rickson